# Gustavo Restrepo
Gustavo Adolfo Restrepo (Medellín, 24 september 1969) is een voormalig profvoetballer uit Colombia. Hij speelde als aanvallende middenvelder en sloot zijn carrière in 1999 af bij Independiente Medellín.

## Clubcarrière
Restrepo speelde in eigen land voor onder meer Atlético Nacional, Envigado FC, Atlético Bucaramanga en Independiente Medellín. Met Atlético Nacional won hij de landstitel: 1991 en 1994.

## Interlandcarrière
Restrepo kwam in totaal zes keer uit voor de nationale ploeg van Colombia in de periode 1990–1999. Onder leiding van bondscoach Francisco Maturana maakte hij zijn debuut op 2 februari 1990 in het vriendschappelijke duel tegen Uruguay in Miami, dat Colombia met 2-0 verloor door treffers van Pedro Pedrucci en William Castro. Het duel was tevens het debuut van Freddy Rincón van América de Cali. Restrepo vertegenwoordigde zijn vaderland in 1992 bij de Olympische Spelen in Barcelona.

## Erelijst
Atlético Nacional
- Copa Mustang

1991, 1994
- Copa Libertadores

1989
- Copa Interamericana

1989